# Žeravica
Žeravica (szerbül: Жеравица), falu Gradiška községben, Bosznia-Hercegovinában, Bosanska krajina területén, a Szerb Köztársaságban. 

## Fekvése
Bosznia-Hercegovina északi részén, Banja Lukától légvonalban 38, közúton 48 km-re északra, községközpontjától légvonalban és közúton 2 km-re délre, 93 méteres magasságban, a Gradiška városától délre húzódó, a Jurjevača és Borna patakok öntözte síkságon fekszik.

## Népessége
| Nemzetiségi csoport | Népesség 1991 | Népesség 2013 |
| ------------------- | ------------- | ------------- |
| Szerb               | 86            | 242           |
| Bosnyák             | 76            | 57            |
| Horvát              | 8             | 4             |
| Jugoszláv           | 67            | 0             |
| Egyéb               | 98            | 184           |
| Összesen            | 335           | 487           |

## Története
A település területe 1878-ig tartozott az Oszmán Birodalomhoz, ekkor a berlini kongresszus határozata alapján az Osztrák-Magyar Monarchia része lett. 1879-ben az első osztrák-magyar népszámlálás során a Berbir községhez tartozó településnek 16 háztartása és 73 ortodox szerb lakosa volt. 1910-ben a Bosanska Gradiškai járáshoz és Bosanska Gradiška községhez tartozó településen 24 háztartást, 79 ortodox szerb, 20 muszlim és 18 római katolikus lakost találtak. A monarchia szétesésével 1918-ban előbb a Szerb-Horvát-Szlovén Királyság, majd 1929-től a Jugoszláv Királyság része. Jugoszlávia megszállása után a település a Független Horvát Állam (NDH) része lett. 
A falu 1945-től a szocialista Jugoszlávia része volt. A boszniai háború idején a település a Boszniai Szerb Köztársaság része volt. A daytoni békeszerződést követő területfelosztásnál a település Bosanska Gradiška község részeként a Szerb Köztársaság területéhez került. A háború után főként szerbek és romák települtek be, ma Gradiška városának agglomerációjához tartozik.

## Sport
- FK Jedinstvo Žeravica labdarúgóklub